# Dean Torrence
Dean Ormsby Torrence (10 de marzo de 1940) es un cantante estadounidense, conocido por haber sido la mitad del exitoso dúo de la década de 1960 Jan and Dean.

## Primeros años
Nació en Los Ángeles, hijo de Natalie Ormsby (10 de abril de 1911-10 de agosto de 2008) y Maurice Dean Torrence (5 de diciembre de 1907-16 de noviembre de 1997). Su padre, Maurice, se graduó en la Universidad de Stanford y fue gerente de ventas en la Wilshire Oil Companby.

## Carrera
Su carrera comenzó cuando conoció a Jan Berry cuando ambos eran estudiantes de la Emerson Junior High School en Westwood (Los Ángeles). En 1958, al querer ser partícipes de un concurso de talentos de la Escuela Preparatoria University, fundaron un grupo llamado The Barons con unos compañeros de universidad. Al acabar en concurso, varios dejaron el grupo, quedando solo Torrence y Berry. Continuaron tocando juntos, hasta que Torrence fue llamado a al Reserva Ejército de los Estados Unidos, por lo que tuvo que dejar su carrera musical.
Después que de Torrence completara su período de seis meses en el ejército, se fundó Jan and Dean que tuvo éxito en las listas con canciones como "Surf City", "Little Old Lady from Pasadena", "Popsicle", "Dead Mans Curve", "Drag City" y "Ride the Wild Surf".
Torrence lanzó varios sencillos en el sello J&D Record Co. y grabó Save for a Rainy Day en 1966, un álbum conceptual con todas las canciones relacionadas con la lluvia. Torrence posó con el hermano de Berry, Ken, para las fotos de la portada del álbum. Columbia Records publicó un sencillo del proyecto ("Yellow Balloon"), al igual que el autor de la canción, Gary Zekley, con el grupo The Yellow Balloon.
Además de su trabajo en el estudio, Torrence se convirtió en artista gráfico, fundando su propia empresa, Kittyhawk Graphics, y diseñando y creando portadas de álbumes y logotipos para otros músicos y artistas discográficos, como Harry Nilsson, Steve Martin, The Nitty Gritty Dirt Band, Dennis Wilson, Bruce Johnston, The Beach Boys, The Supremes, Linda Ronstadt, Canned Heat, The Ventures y muchos otros. Torrence (con Gene Brownell) ganó un Premio Grammy al mejor diseño de embalaje en 1971, por el álbum Pollution de Pollution en Prophesy Records.
El 26 de agosto de 1973, Torrence tenía previsto aparecer en el Hollywood Palladium como parte de la reunión "Surfer's Stomp" de Jim Pewter. Torrence había publicado recientemente algunas canciones de Jan & Dean con nuevas partes vocales de Bruce Johnston (de The Beach Boys) y el productor Terry Melcher bajo el nombre de Legendary Masked Surfers.
Entre los años 1970 y principios de los 2000, Torrence publicó varias regrabaciones de éxitos clásicos de Jan & Dean y los Beach Boys. En 1982, Rhino Records publicó un álbum doble titulado One Summer Night / Live. Torrence publicó el álbum Silver Summer con la ayuda de Mike Love en 1985 para el 25º aniversario de Jan & Dean. Silver Summer se publicó oficialmente como un álbum de Jan & Dean, pero da falsamente crédito a Berry como coproductor y cantante; Berry no contribuyó al álbum. Torrence participó con Berry en Port to Paradise, publicado como casete en el sello J&D Records en 1986. El 11 de junio de 2002, Torrence publicó un álbum en solitario titulado Anthology: Legendary Masked Surfer Unmasked.
Tras la muerte de Berry en 2004, Torrence comenzó a hacer giras ocasionales con The Surf City All-Stars. Es portavoz de la ciudad de Huntington Beach, California, que, gracias en parte a sus esfuerzos, es reconocida a nivel nacional como "Surf City USA". El sitio web de Torrence contiene, entre otras cosas, imágenes raras, una discografía completa de Jan & Dean, una biografía y una cronología de su carrera con su cohorte Jan Berry. En febrero de 2010, el álbum Carnival of Sound de Jan and Dean se publicó en el sello Rhino Handmade. La portada del álbum fue diseñada por Torrence. Junto con el CD, hubo una edición limitada (1500 copias), que incluía un LP de 10 pistas. El álbum salió a la venta en Europa en abril de 2010 en su forma original estadounidense. En 2012, Torrence se reunió con Bruce Davison, que lo retrató en la película de 1978 Deadman's Curve, para actuar con la Bamboo Trading Company en su álbum From Kitty Hawk To Surf City. Las canciones fueron "Shrewd Awakening" y "Tonga Hut", que apareció en la película Return of the Killer Shrews, una secuela de la película de 1959 The Killer Shrews y también "Tweet (Don't Talk Anymore)", "Drinkin' In the Sunshine", y "Star Of The Beach". En el álbum también aparecen las dos hijas de Dean, Jillian y Katie Torrence. Torrence y sus dos hijas aparecen en el vídeo musical de "Shrewd Awakening". En 2013, la contribución de Torrence al diseño del In Concert CD de Surf City Allstars fue nombrada Premio de Plata a la Distinción en el concurso Communicator Awards.
Hizo colaboraciones por años con varios artistas, tales como: Cloud Eleven, The Who, Claudine Longet, The Nitty Gritty Dirt Band, Walter Egan, Canned Heat, The Beach Boys, Blood, Sweat & Tears y Ronny & The Daytonas. En 2017 colaboró en álbum de The Who, Maximum As & Bs siendo esta su última colaboración. Ese mismo año lanzó un álbum recopilatorio de Jan and Dean, titulado Filet of Soul Redux: The Rejected Master Recordings. En 2021, lanzó otro álbum recopilatorio de Jan and Dean, titulado Baby Talk. Reside en Huntington Beach, California, con su mujer y sus dos hijas.